# Anfiteatro romano di Leptis Magna
L'anfiteatro romano di Leptis Magna è un anfiteatro romano situato in Libia, nei pressi di Homs poche centinaia di chilometri a est di Cartagine e a circa 130 km dall'odierna Tripoli. Venne costruito nel 56 durante il principato dell'imperatore Nerone nella cavità di una vecchia cava di materiali edili. 
L'anfiteatro poteva ospitare 15.000 persone. L'asse maggiore dell'ellisse misura 100 metri di lunghezza mentre quello minore 80.